# Красный Остров (Нижегородская область)
Кра́сный О́стров (тат. Krasnay, Краснай) — село в Сеченовском районе Нижегородской области России. Административный центр Красноостровского сельсовета.

## География
Село находится в юго-восточной части Нижегородской области, в зоне хвойно-широколиственных лесов, на берегах реки Медянки, недалеко от административной границы с Пильнинским районом, на расстоянии приблизительно 14 километров (по прямой) на северо-восток от Сеченова, административного центра района. Ближайший населённый пункт — село Красное в 6 километрах на юго-запад.

## История
Согласно записанному устному преданию, основано в 1422 году миссионерами из Аравийского полуострова.
По архивным данным, основано в начале XVII века татарами, бежавшими из Касимовского царства. Название поселению было дано из за того, что рядом с ним рос редкий реликтовый кустарник - красный тальник. Татарское название селения неизвестно. В 1643 году в ранее существовавшее тюркское поселение Красный Остров вливаются 25 новых жителей - арзамасских и алатырских служилых татар. В 1859 году в селе насчитывалось 184 двора, в которых проживало 1120 мужчин и 1001 женщина.  В начале 20 века в селе проживало 18 лиц купеческого звания, причем двое из них обладали капиталом около 100 000 рублей. 
С началом Великой Отечественной войны на фронт ушли 850 человек, около 150 девушек деревни были мобилизованы на трудовой фронт. В Красном Острове оставались только женщины, старики и подростки, которые самоотверженно трудились в колхозе. Около 80 колхозников были награждены впоследствии медалью «За доблестный труд в Великой Отечественной войне 1941–1945 годов». 326 человек из ушедших на фронт красноостровцев погибли, ранеными и инвалидами вернулись около 100 человек. 85 красноостровцев награждены орденами и медалями,, танкист Невретдинов Вагап Сабирович стал Героем Советского Союза 

### Климат
Климат характеризуется как умеренно континентальный, с коротким тёплым летом и холодной продолжительной малоснежной зимой. Среднегодовая температура — 3,9 °C. Средняя температура воздуха самого тёплого месяца (июля) — 19 °C (абсолютный максимум — 38 °C); самого холодного (января) — −12 °C (абсолютный минимум — −44 °C).

## Население
| 2002 | 2010 |
| ---- | ---- |
| 421  | ↘359 |

## Инфраструктура
Фельдшерско-акушерский пункт. Соборная мечеть

## Транспорт
Проходит региональная автодорога 22Н-3815. 